# Muela d'Alba
La Muela d'Alba és un cim de 3.111 m d'altitud, amb una prominència de 21 m, que es troba al massís de la Maladeta, província d'Osca (Aragó).